# 韓晞
韓晞（かん き、? - 建安4年12月11日（200年1月13日）は、中国後漢末期の武将。荊州南陽郡の人。

## 生涯
荊州牧劉表により、江夏太守黄祖の下に派遣された武将。劉表の従子の劉虎と共に長矛隊五千を率い、黄祖軍の先鋒を務めていたが、建安4年12月11日、孫策との戦いに敗れ、戦死した。